# Louis IV l'Enfant
Pour les articles homonymes, voir Louis IV.
Louis IV dit l'Enfant, né vers octobre 893 à Ötting en Bavière et mort le 20 ou 24 septembre 911 probablement à Francfort, fut roi de Francie orientale (le futur « royaume de Germanie ») de 900, à l'âge de six ans, à 911. La lignée des Carolingiens du royaume franc oriental s'éteignit à sa mort, 75 ans avant de le faire à son tour dans le royaume franc occidental, à la mort de Louis V le Fainéant.

## Règne
Louis est le seul fils légitime de l'empereur Arnulf (mort le 8 décembre 899), roi de Francie orientale, et de son épouse Oda, de la dynastie des Conradiens. Unanimement proclamé roi le 4 février 900 au palais royal de Forchheim en Bavière, il succède à son père dans l'enfance. Du fait de son jeune âge et de sa faible constitution, la régence de facto est assurée par trois ecclésiastiques : son parrain Hatton Ier, archevêque de Mayence, Adalbéron, évêque d'Augsbourg, ainsi que Salomon III, évêque de Constance et abbé de Saint-Gall. 
L'impuissance du pouvoir central a favorisé la montée des duchés tribaux et le royaume de Louis est exposé au risque croissant de se désintégrer en plusieurs entités. En Franconie, les fils du marquis Henri de Babenberg (Popponides) et les Conradiens se livraient à des affrontements sanglants. Le comte Conrad l'Ancien y a trouvé la mort en 906, mais son fils Conrad le Jeune sort vainqueur de ce combat et devient duc de Franconie. En Lotharingie, anciennement intégrée à la Francie médiane, un certain nombre de nobles dirigés par le comte Régnier au Long Col font appel au roi Charles le Simple de Francie occidentale, mais les autres grands se prononcent en faveur de Louis et lui rendent hommage à Thionville en mars 900. Il demeure sans opposition après la mort de son demi-frère illégitime Zwentibold le 13 août 900. Dès 903, Louis IV ou plutôt ses régents doivent cependant nommer le comte Gebhard († 910), de la dynastie des Conradiens, duc de Lotharingie et l'archevêque Radbod de Trèves son archichancelier. 
Une marque de la suprématie du roi Louis IV est présente dans les duchés de Bavière et de Franconie ; il a tenu des diètes à Ratisbonne en 901, à Forchheim en 903 et à Trebur en 906. Pendant son court règne, son royaume fragile doit faire face à de nombreuses invasions hongroises. En 906, ceux-ci anéantissent la Grande-Moravie et attaquent pour la première fois le duché de Saxe. La riposte échoua après une terrible défaite à la bataille de Presbourg le 4 juillet 907 ; le margrave Léopold de Bavière et l'archevêque Theotmar de Salzbourg sont tués au combat. Le 3 août de l'année suivante, le margrave Burchard de Thuringe et l'évêque Rodolphe de Wurtzbourg connaissent le même sort. En 910, Louis IV en personne est vaincu par l'envahisseur hongrois sur les rives du Lech près d'Augsbourg. En 911, les Hongrois dévastent la Souabe et la Franconie puis passent le Rhin et envahissent la Bourgogne. 
Louis l'Enfant, en mauvaise santé, meurt sans descendance entre le 20 et 24 septembre 911, à seulement 17 ans. Selon la tradition, il est inhumé dans l'église de l'abbaye Saint-Emmeran à Ratisbonne en Bavière, à côté de son père. Il est le dernier roi carolingien de la Francie orientale. Pour lui succéder, les grands vassaux, réunis à Forchheim en novembre, élisent un des leurs, le duc de Franconie Conrad le Jeune, peut-être parce que la mère de celui-ci, Glismonde, est la fille putative de feu l'empereur Arnulf. Tandis que les ducs de Souabe, de Bavière et de Saxe deviennent pratiquement indépendants, les aristocrates de Lotharingie, fidèles à la dynastie carolingienne, rejettent totalement la suzeraineté de Conrad. Ils se rallient au roi de Francie occidentale, Charles III le Simple. Leur chef, Régnier au Long Col, est nommé marquis de Lotharingie et mourra couvert d'honneurs à la fin de l'année 915 ou au tout début de l'année 916.

## Généalogie
Pour un article plus général, voir Généalogie des Carolingiens.
```
   ┌─ 
Carloman de Bavière
 (
830
-† 
882
), 
roi de Bavière
 (
876
-
882
). 
┌─ 
Arnulf de Carinthie
 (?-† 
899
), 
roi de Germanie
. 
│  └─ X
│

Louis
 
IV
 de Germanie
│
│  ┌─ X
└─ 
Oda
 (?-?). 
   └─ X
```

### Sources
1. ↑  Sa généalogie sur le site Medieval Lands.
2. 1 2  Calmette 1951, p. 39.
3. ↑   Pierre Riché Les Carolingiens, Hachette Paris 1983  (ISBN 2010196384) réédition « Pluriel » 1992 p. 223.
4. ↑  Gyula Kristo Histoire de la Hongrie médiévale, Presses universitaires de Rennes, Rennes 2000  (ISBN 2868475337) p. 19.